# 야코브 브뢰눔 스카베니우스 에스트루프
야코브 브뢰눔 스카베니우스 에스트루프(덴마크어: Jacob Brønnum Scavenius Estrup, 1825년 4월 16일~1913년 12월 24일)는 덴마크의 정치인이다. 1865년 11월 6일부터 1869년 9월 22일까지 덴마크 내무부 장관, 1875년 6월 11일부터 1894년 8월 7일까지 덴마크 재무부 장관을 역임했으며 1875년 6월 11일부터 1894년 8월 7일까지 제14대 덴마크의 총리를 역임했다.